# Karala, Ösel

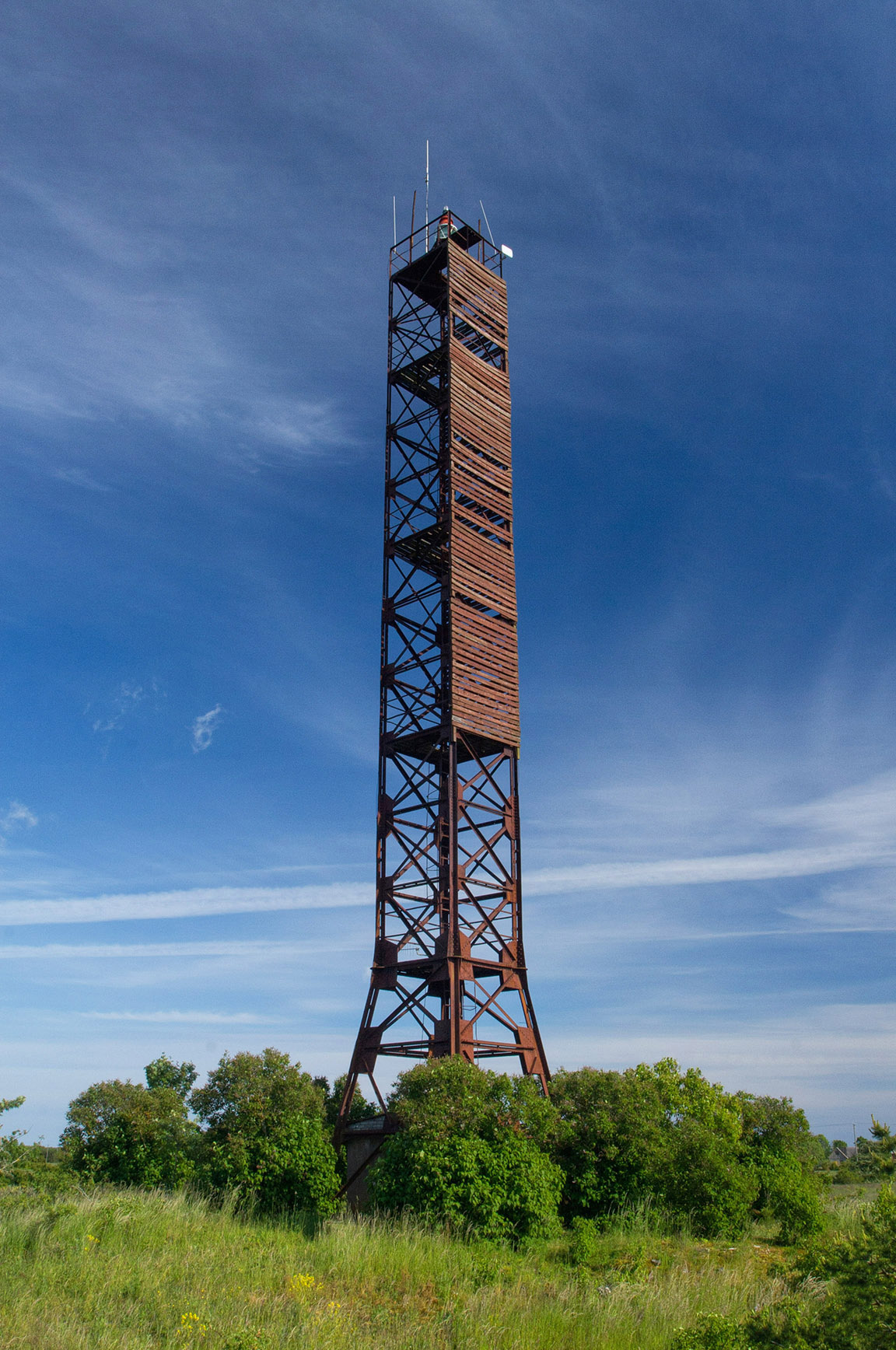
Båken vid Karala.

Karala (tyska: Karral) är en by på den västligaste delen av ön Ösel i Estland, tillhörande Ösels kommun i landskapet Ösel. Orten hade 74 invånare i januari 2016.

## Geografi
Karala ligger vid kusten mot Östersjön, 33 kilometer väster om Ösels enda stad Kuressaare, vid landsväg nummer 112. Orten har historiskt tillhört Kihelkonnas socken och Lümanda kommun, som 2014 uppgick i den då nybildade Lääne-Saare kommun, som idag i sin tur uppgått i Ösels kommun.

## Historia
Karalas herrgård uppfördes i slutet av 1600-talet under det svenska styret av Livland. Till herrgårdens ägor hörde  byarna Karala, Austla, Koovi och Riksu. Godset upplöstes 1869 under det ryska styret och marken fördelades mellan de tidigare livegna bönderna. Herrgårdsbyggnaden omvandlades till ett distilleri, idag nedlagt.
De traditionella näringarna i området är jordbruk och fiske, men efter Estlands självständighet har även landsbygdsturism fått ökad betydelse. 
Utanför kusten nordväst om Karala ligger ön Vilsandi (på svenska även Filsand), vars omgivande sandbankar och rev utgjorde en fara för sjöfarten. Orten hade tidigare en liten fiskehamn och en sjöräddningsstation, och rester av slipen och byggnaderna finns fortfarande kvar. I orten finns en 28 meter hög båk, uppförd 1953 för sjöfartens navigation, som idag även fungerar som ortens internetmast.

## Sevärdheter
Vid byns hamn finns ett minnesmärke över de ortsbor som avlidit till sjöss.  Byns ortskärna har bevarat sin historiska karaktär med äldre gårdar och traditionella stenmurade hagar.